# Waverly (Tennessee)
Waverly es una ciudad ubicada en el condado de Humphreys en el estado estadounidense de Tennessee. En el Censo de 2010 tenía una población de 4.105 habitantes y una densidad poblacional de 180,72 personas por km².

## Geografía
Waverly se encuentra ubicada en las coordenadas 36°5′39″N 87°47′7″O / 36.09417, -87.78528. Según la Oficina del Censo de los Estados Unidos, Waverly tiene una superficie total de 22.71 km², de la cual 22.71 km² corresponden a tierra firme y (0%) 0 km² es agua.

## Demografía
Según el censo de 2010, había 4.105 personas residiendo en Waverly. La densidad de población era de 180,72 hab./km². De los 4.105 habitantes, Waverly estaba compuesto por el 89.31% blancos, el 7.89% eran afroamericanos, el 0.34% eran amerindios, el 0.29% eran asiáticos, el 0% eran isleños del Pacífico, el 0.73% eran de otras razas y el 1.44% pertenecían a dos o más razas. Del total de la población el 2.17% eran hispanos o latinos de cualquier raza.